# Ильинское (Кинешемский район)
Ильи́нское — село в Кинешемском районе Ивановской области. Входит (с 2005) в Ласкарихинское сельское поселение, крупнейший населённый пункт в составе поселения. До 2005 года — административный центр Ильинского сельсовета.

## География
Расположено в юго-западной части поселения. Через село протекает небольшая река Шплиха, левый приток Волги. Село расположено в 1 км к северу от берега реки Волги (Горьковского водохранилища). На противоположном берегу Волги, немного выше по течению расположено село Решма Кинешемского района.

## История
На высоком берегу реки Шплиха, на северо-западной окраине села расположен храм Илии Пророка, построенный в 1811 году на средства прихожан. Храм возведён из кирпича. Несколько позднее построена трапезная. Храм построен в стиле зрелого классицизма с оригинальной композицией основного объема и своеобразной трактовкой пятиглавия. В ротонде храма сохранились фрагменты клеевой живописи первой половины XIX века. К северу от храма имеются остатки старой липовой аллеи.
Согласно справочной книге 1911 года, храм имел каменную ограду, кладбище рядом с храмом также было обнесено каменною оградой. Храм имел три престола: Рождества Пресвятой Богородицы, преподобного Илии и Николая чудотворца. Имелась местночтимая святыня — список Казанской иконы Божией Матери. Причт включал двух священников, диакона и двух псаломщиков. Постоянные средства храма составляли жалование от казны каждому священнику по 144 рублей, диакону 54 рублей, первому псаломщику 36 рублей, второму — 24 рублей и проценты с общего причтового капитала в 1270 рублей 84 копеек. Церковная земля имелась в размере 37 десятин 1684 квадратных сажени.
Прихожан храма было 1600 мужского пола и 1821 женского пола. Занимались в основном сельским хозяйством. Приходских селений насчитывалось 34 в 5 верстах от храма. В приходе имелись Ильинская церковно-приходская школа и два земских училища.
В 1929—1967 годы Ильинское было центром одноимённого сельсовета.

## Население
| 1872 | 1897 | 2002 | 2010 |
| ---- | ---- | ---- | ---- |
| 95   | ↗114 | ↗234 | ↘204 |

## Инфраструктура
- основная общеобразовательная школа[8]
- аптека

## Транспорт
Село и всё сельское поселение не имеют постоянного сообщения с правобережной частью Кинешемского района, так как здесь слабо развита дорожная сеть и отсутствуют маршруты общественного транспорта. Зимой в районный центр жители добираются по льду через Волгу, летом — на пароме.